# Geschichte Islands

Isländische Flagge

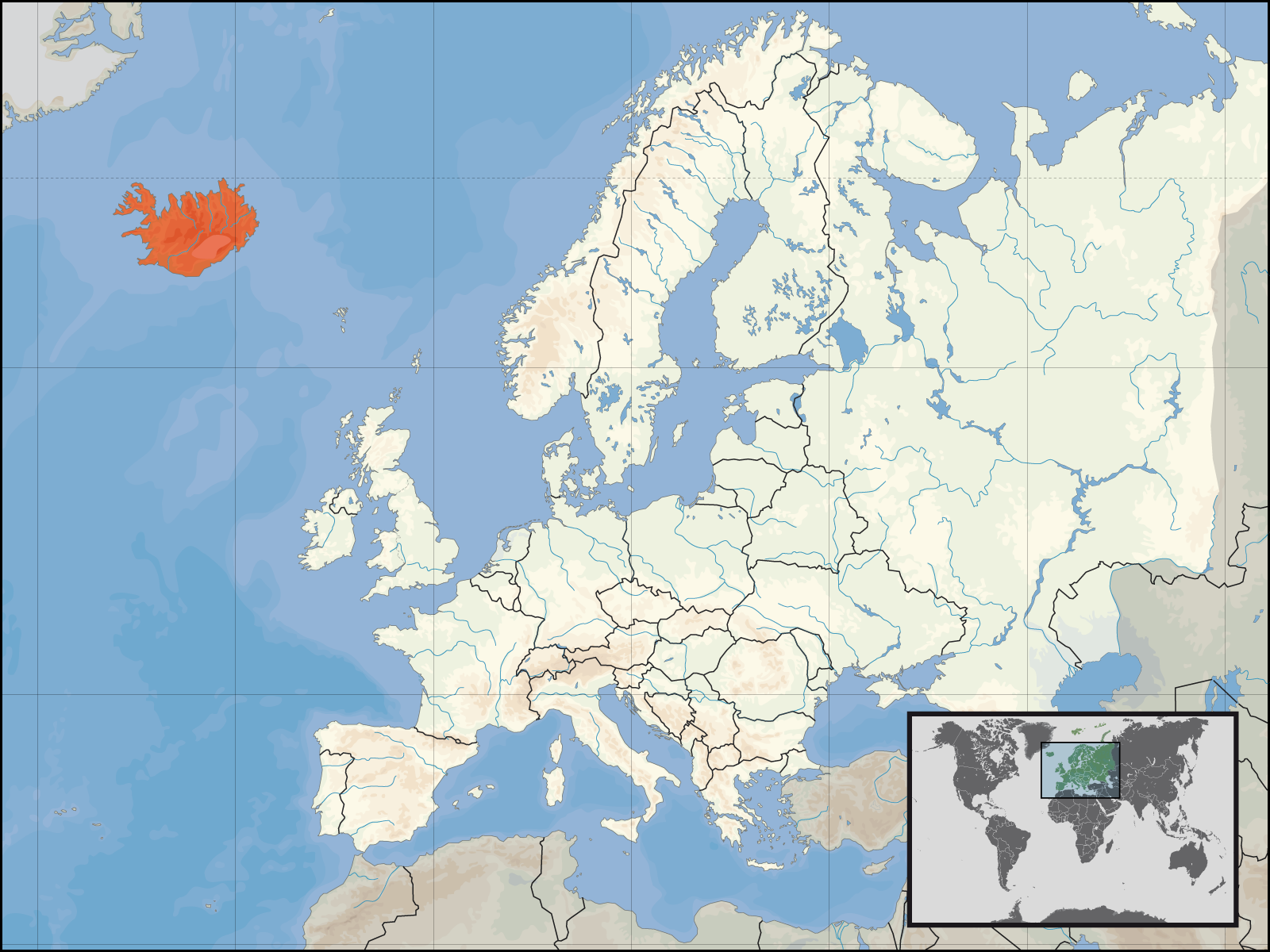
Lage Islands in Europa

Karte Islands von Abraham Ortelius aus dem Jahr 1585

Die Geschichte Islands umfasst die Entwicklungen auf dem Gebiet der Republik Island von der Urgeschichte bis zur Gegenwart. Auf Island wurden römische Münzen aus dem 3. Jahrhundert n. Chr. gefunden, aber es ist ungesichert, wann und wie diese auf die Insel kamen. Es bleibt somit weiterhin unklar, wann die ersten Menschen Island erreichten. Die gefundenen Münzen könnten jahrhundertelang als Zahlungsmittel kursiert und erst mit den Wikingern auf die Insel gelangt sein.

## Erste Berichte: Der Mythos um Thule

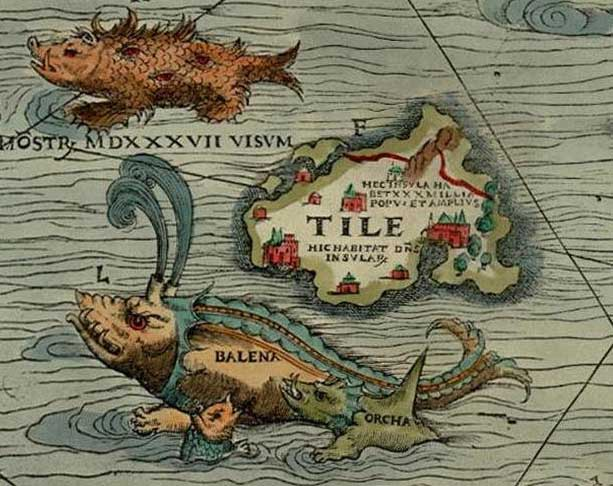
Die Insel „Tile“ (d. h. Thule) in der Carta Marina aus dem Jahre 1539. Erstellt von Olaus Magnus (1490–1557). „Islandia“ befindet sich auf derselben Karte weiter nördlich.

In der älteren Forschung wurde lange angenommen, Pytheas von Marseille, ein Astronom, Mathematiker und Geograph, sei der Erste gewesen, der die Insel in seinen Reiseberichten erwähnt habe. Er dehnte seine Forschungsreisen wahrscheinlich schon im vierten vorchristlichen Jahrhundert bis nach Nordwesteuropa aus. Seine Berichte sind zwar verloren, finden sich aber als Zitate teilweise, wenn auch kontextlos, bei Strabon wieder. Pytheas fand ein Land, das er Thule nannte, und das sechs Tagesreisen nördlich von Britannien, in der Nähe des Polarmeeres, liegen sollte. In diesem Land, so berichtet er, stand die Sonne während der Sommersonnenwende die ganze Nacht über dem Horizont.
Pytheas scheint jedoch angedeutet zu haben, dass Thule besiedelt sei. Das würde Island ausschließen, da es dort bis heute keine archäologischen Zeugnisse aus dieser frühen Zeit gibt. Außerdem schließt man aus seiner Beschreibung inzwischen, dass er Festland und keine Insel gefunden hat, und folgert daher, dass er sich in Wirklichkeit auf Teile des heutigen Norwegen beziehe. Man nimmt zudem an, dass es in Nordeuropa zur Zeit des Pytheas kälter gewesen sein muss als heute, und glaubt deshalb, dass er südlicher in Skandinavien gelandet ist.
Der Name Thule wurde nach Pytheas lange als Synonym für das nördliche Europa gebraucht.

## Die erste Besiedlung

### Archäologische Nachweise
Die frühe Forschung stützte sich stark auf das unten besprochene Landnámabók für die Klärung dieser Frage. Forscher der zweiten Hälfte des 20. Jh. stellten diese postulierte Ankunftszeit um 874 n. Chr. infrage, wie zum Beispiel Margrét Hermanns-Auðardóttir, die für den Hof von Herjólfsdalur auf den Westmänner-Inseln eine Datierung ins 7. Jh. postulierte. Die Argumentation beruhte hauptsächlich auf 14C-Datierungen von dort gefundenem Holz. Dies führte zu einer großen Debatte, doch eine zentrale vulkanische Tephraschicht konnte wenige Jahre darauf klar ins 9. Jh. datiert werden.
Durch Pollenanalysen lässt sich die Besiedlung in einer Veränderung der Vegetation und des Bodenprofils erkennen. Eine solches „Besiedlungsmuster“ wurde knapp unter einer Tephraschicht (vulkanische Asche) gefunden, die zwischen 870 und 900 n. Chr. datiert.
Mögliche archäologischen Belege für eine frühere Ankunft von Menschen in Island sind drei römische Kupfermünzen aus der Zeit um 270–305 n. Chr. Zwei Münzen wurden in den Ruinen eines Bauernhofs aus der Landnahmezeit, d. h. der Zeit der Besiedelung durch die Wikinger und ihrer Angehörigen (870–930), in der Nähe von Bragðavellir in Hamarsfjörður, die dritte am Strand von Hvalnes in Lón gefunden. Sie stammen wahrscheinlich aus demselben Hort. Die Fundorte liegen im südöstlichen Island, dort, wo die Seefahrer aus Europa meist anlandeten.
Ausgrabungen in Reykjavík lieferten zahlreiche 14C-Daten, die deutlich älter als das aus den schriftlichen Überlieferungen bekannte Datum der Besiedlung sind (um 780 n. Chr.). Alle Proben stammten jedoch von Holz (Birke und Lärche), nur eine von Getreide (U-2674), das ein wesentlich jüngeres Datum lieferte. Im Herjolfsdalur in den Vestmannaeyjar ergab sich eine Datierung auf 690 n. Chr. (cal.), ebenfalls mit Birken- und Lärchenholzkohlen. Diese frühen Daten könnten jedoch auch auf die Nutzung alten Holzes zurückgehen. Bei einer näheren Untersuchung stellte sich heraus, dass Getreide, das von denselben Fundorten stammte wie die ungewöhnlich früh datierte Holzkohle, meist viel jüngere 14C-Daten aufzuweisen hatte. Das verwendete Holz könnte demzufolge Treib- oder Lagerholz und deshalb sehr viel älter sein und nicht präzise auf die Verwendungszeit hinweisen, anders als das Getreide, das sehr wahrscheinlich aus der jeweils letzten Ernte stammte. Das Getreide wurde auf die Zeit um 890 datiert.
Ausgrabungen haben inzwischen frühe Ansiedlungen aus dem 7. und 8. Jahrhundert auf den Westmännerinseln nachgewiesen. Bei der überlieferten Erstbesiedelung durch entlaufene irische Sklaven handelt es sich aber offenbar um einen Gründungsmythos.

### Irische Mönche?
Die Landnámabók bezieht sich auf Berichte des irischen Mönches Beda:

„Í aldarfarsbók þeiri, er Beda prestr heilagr gerði, er getit eylands þess, er Thile (Var.: Thyle) heitir, ok á bókum er sagt, at liggi sex dægra sigling í norðr frá Bretlandi. Þar, sagði hann, eigi koma dag á vetr ok eigi nótt á sumar, þá er dagr er sem lengstr. Til þess ætla vitrir menn þat haft, at Ísland sé Thile kallat, at þat er víða á landinu, er sól skínn um nætr, þá er dagr er sem lengstr, en þat er víða um daga, er sól sér eigi, þá er nótt er sem lengst.“

„Im Buch vom Gang der Zeit (De temporum ratione), das der Priester Beda der Heilige verfaßte, wird die Insel erwähnt, die Thule heißt, und in Büchern wird gesagt, sie liege eine Seereise von sechs dœgr nach Norden von Britannien aus. Dort, sagte er, werde es im Winter nicht Tag und im Sommer nicht Nacht, wenn der Tag am längsten ist. Deswegen nehmen verständige Leute an, es habe sich so verhalten, daß Island Thule genannt worden sei, weil in dem Land die Sonne nachts weithin scheint, wenn der Tag am längsten ist, aber man die Sonne tagsüber weithin nicht sieht, wenn die Nacht am längsten ist.“

Sehr wahrscheinlich geht dieser Bericht Bedas letztlich auf Pytheas zurück. Wo Pytheas selbst sein Thule dachte, ist umstritten. Nach Pytheas waren die Iren die nächsten, die den Nordatlantik erforschten. Sankt Patrick, der 432 n. Chr. nach Irland kam, hatte einige zum Christentum bekehrt. Als Missionare bereisten sie auch die nördlichen Inseln und den Kontinent. Vermutlich kannten die irischen Mönche den Bericht des Pytheas über Thule und suchten Island. Zu Beginn des 8. Jahrhunderts erreichten Iren die Färöer und kurz darauf wahrscheinlich auch Island.
Ari Þorgilsson hinn fróði, Islands erster Historiker, der in der Landessprache schrieb, erwähnt in seiner Íslendingabók (Das Buch der Isländer) von 1125 den Aufenthalt irischer Mönche in Island.
Zu der Zeit, im 9. Jahrhundert, als die Norweger nach Island kamen, lebten dort möglicherweise Priester, die die Norweger papar (Priester) nannten. Das Wort papar ist ein Lehnwort aus dem Irischen: pob(b)a oder pab(b)a, Einsiedler oder Mönch. Die Iren wiederum entlehnten den Begriff aus dem Lateinischen: papa, Vater. Da sie nicht unter den neu angekommenen „Heiden“ leben wollten, verließen sie laut Ari die Insel. Andere vermuten, dass Vulkanausbrüche sie vertrieben, oder dass sie vor den einwandernden Nordmännern flohen oder mit ihnen verschmolzen. Auch die Landnámabók (Das Buch von der Besiedlung Islands) stimmt darin überein, dass papar im Siðar-Distrikt siedelten, als der Norweger Ketill hinn fiflski in Island ankam.
Die Anwesenheit irischer Mönche ist aber nach wie vor nicht durch archäologische Funde nachgewiesen, obwohl man vor allem auf der angeblich nach ihnen benannten Insel Papey im Südosten von Island sehr gründlich nach solchen gefahndet hat.

### Erste Wikinger auf Island

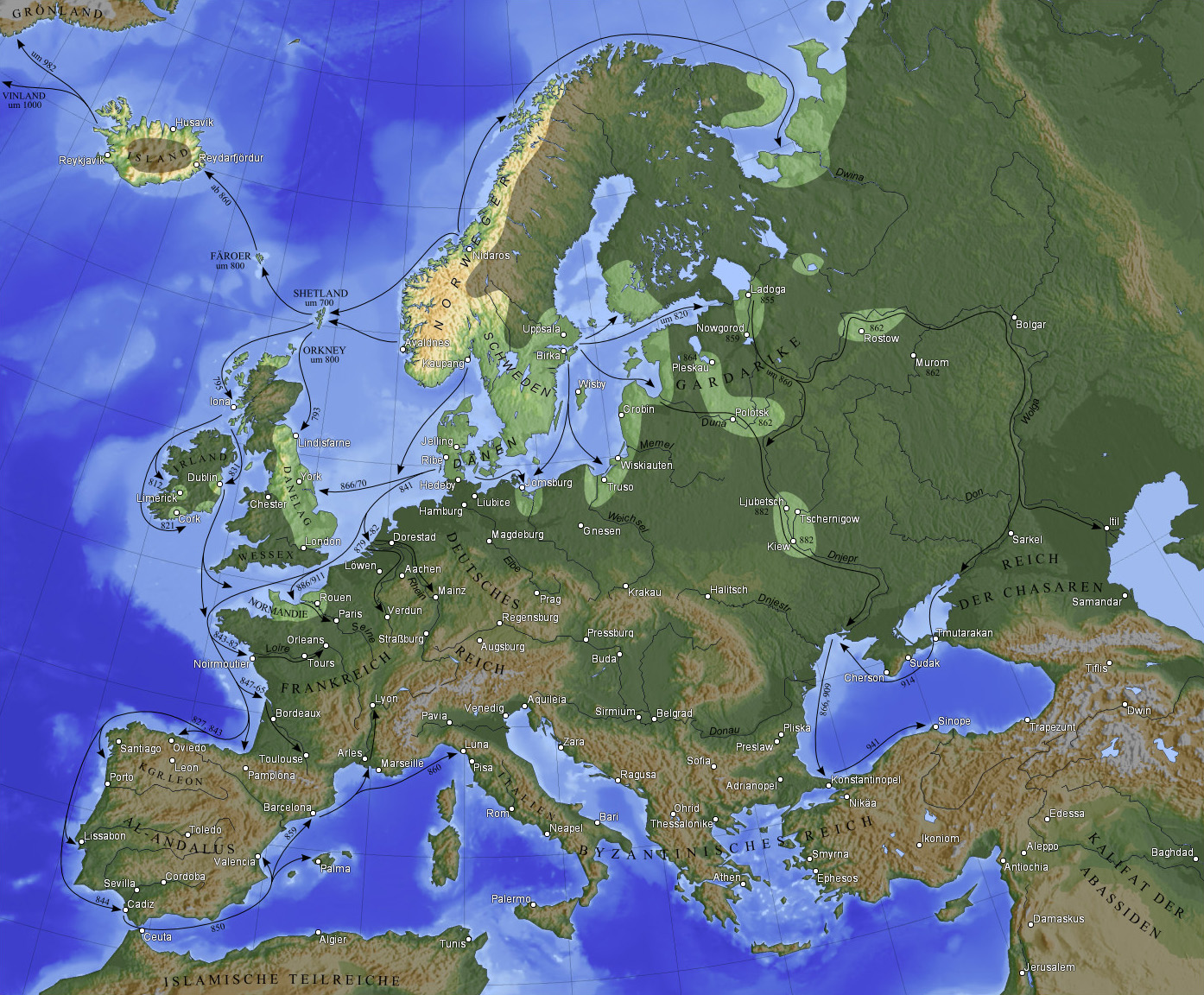
Entdeckung Islands durch die Wikinger

Ein norwegisches Wikingerschiff mit dem Norweger/Färinger Naddoddur an Bord verirrte sich auf dem Weg zu den Färöern um circa 860 n. Chr. im Unwetter in den heutigen Reyðarfjörður in Ostisland. Er nannte die Insel zunächst Snæland (deutsch: „Schneeland“).
Einige Jahre später überwinterte der Schwede Garðar Svavarsson in Húsavík in Nordisland und benannte die Insel kurzerhand nach sich selbst, nämlich Garðarsholmur. Ihm entliefen ein Mitglied seiner Schiffsbesatzung namens Náttfari und zwei Sklaven, eine Frau und ein Mann. Sie siedelten in einem Tal in der Nähe von Húsavík. Doch weil diese Ansiedlung zufällig entstand oder weil Náttfari nicht vornehm genug war, wird er nirgends als erster Siedler angesehen. Die Historizität der Fahrten Naddodds und Garðars ist allerdings umstritten, da angenommen wird, dass die Route nach Island auf den Inseln nördlich von Schottland seit langem bekannt war.
Der dritte Besucher soll dann Flóki Vilgerðarson gewesen sein, der planmäßig eine Siedlungsstätte suchte. Nach einem katastrophalen Winter, in dem seine Schafe aus Heumangel verhungerten, und einem weiteren Jahr fuhr Flóki nach Norwegen zurück. Viel später kehrte er nach Island zurück, wo er bis zu seinem Lebensende lebte. Er gab Island seinen endgültigen Namen „Eisland“. Er soll durch den Anblick von Treibeis aus Grönland, das er von einem Berg im Nordwesten aus sah, auf die Idee gekommen sein.

### Ingólfr Arnarson

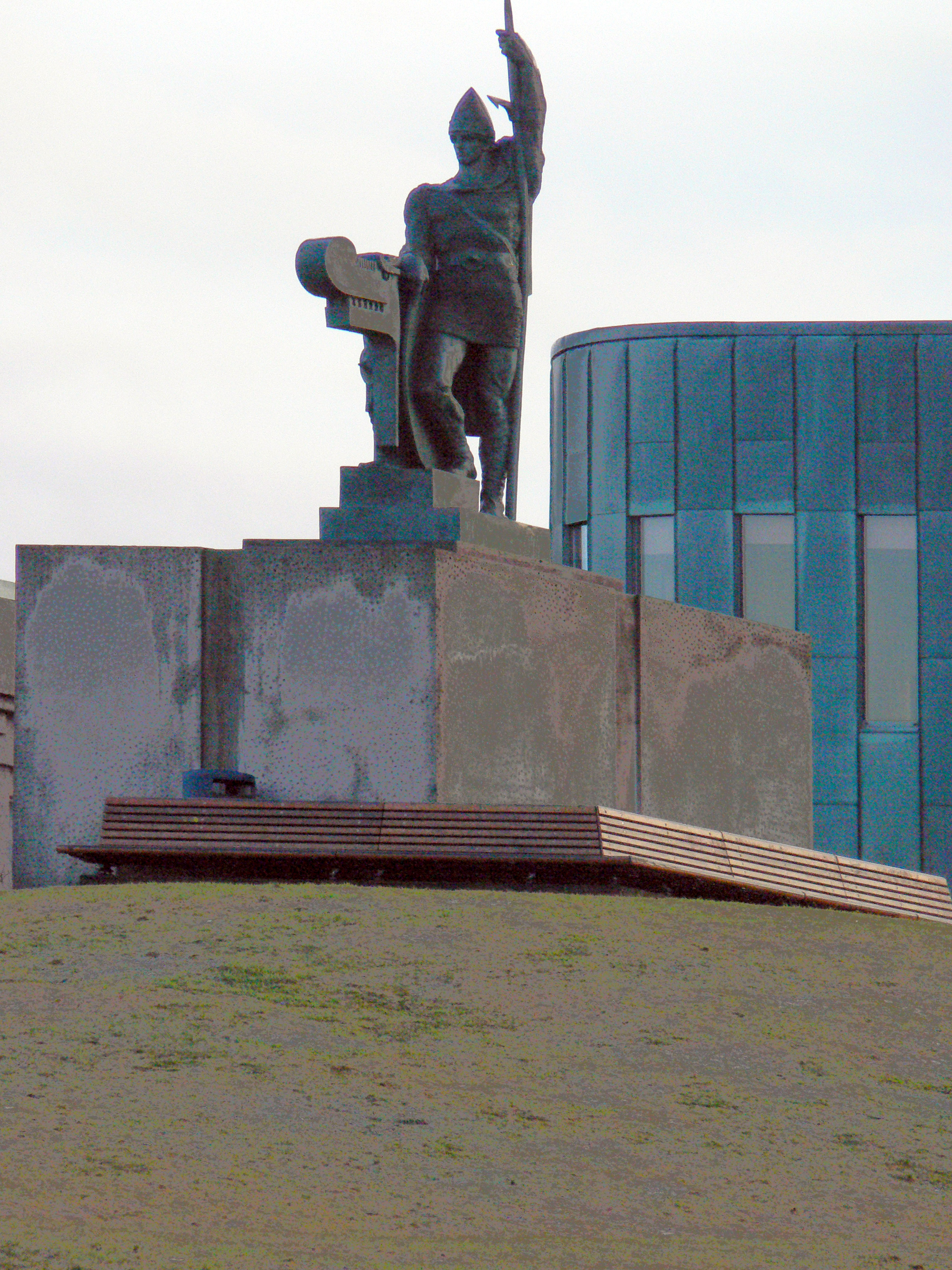
Statue des Ingólfr Arnarson in Reykjavík

Als offizieller Erstsiedler wird Ingólfr Arnarson genannt. Er fuhr mit seinem Ziehbruder Hjörleifr Hróðmarsson und ihrer beider transportfähigen Habe und den Familien 870 nach Island, weil er auf Grund von Totschlagsklagen und der dafür zu leistenden Mannbuße sein gesamtes Land in Norwegen verloren hatte. Er erreichte Island und ließ sich an der Südküste bei Ingólfshöfði in der Nähe des heutigen Skaftafell-Nationalparks nieder. Hjörleifr segelte weiter und ließ sich in der Nähe des heutigen Ortes Vík nieder. Er wurde von seinen irischen Sklaven erschlagen, die dann auf eine Inselgruppe vor der Küste segelten. Ingólfr erschlug später die Sklaven, und weil die Iren von den Wikingern „Westmänner“ genannt wurden, nannte er die Inselgruppe „Westmänner-Inseln“. Später verlegte er seine Siedlung nach Reykjavík. Es hat sich eingebürgert, davon auszugehen, dass die erste Besiedlung Islands durch Ingólfr 874 stattgefunden habe, während sie in Wirklichkeit etwas früher anzusetzen ist.

## Landnahmezeit (874 bis 930)
Im Jahr 874 ließ sich der erste Dauersiedler, Ingólfr Arnarson, im Gebiet der heutigen Hauptstadt Reykjavík nieder. Wie bei den Wikingern üblich wollte er sich da niederlassen, wo die ins Meer geworfenen Stützen seines Hochsitzes angeschwemmt worden waren. Diese fanden aber seine Sklaven erst einige Jahre später. Ihm folgten etwa 400 Häuptlingsfamilien aus Norwegen, die alle in der Landnámabók Erwähnung finden.
Archäologische Ausgrabungen haben inzwischen bestätigt, dass die Besiedlung tatsächlich in den 870ern erfolgte. Grossflächige archäologische Besiedlung, welche zuerst fassbar ist, wird fast ausschließlich direkt über dem sogenannten Landnám tephra layer (LTL) gefunden. Diese Vulkanascheschicht wurde zweimal unabhängig auf 871±2 datiert.
Als Epoche der Landnahme gilt die Zeit zwischen 870 und 930. Der größte Teil des bewohnbaren Landes soll damals schon verteilt worden sein.
Allerdings hat man inzwischen bei Ausgrabungen festgestellt, dass schon früher, das heißt im 7. und 8. Jahrhundert, Einwanderer aus Südwestnorwegen Siedlungen auf den Westmännerinseln angelegt hatten. Sie werden in der Landnámabók nicht erwähnt.
An verschiedenen Stellen auf Island, z. B. bei Dalvík und Vesturbyggð, wurden Gräber aus der Zeit der Landnahme gefunden, in denen die Verstorbenen in ihrem Boot bestattet worden waren.

## Die Zeit des Freistaats (930 bis 1262)

### Sagazeit (930 bis 1030)

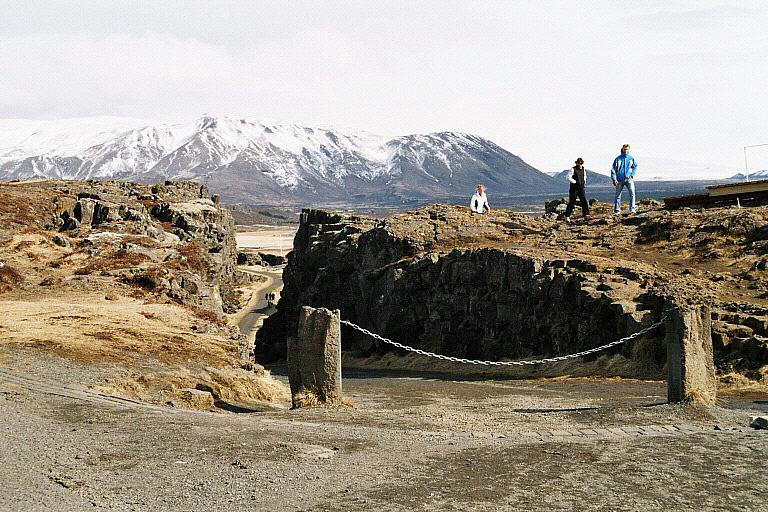
Almannagjá in Þingvellir

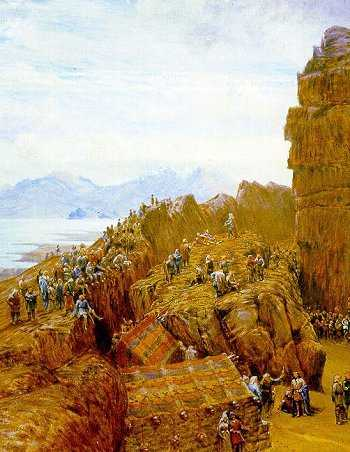
Der Gesetzessprecher, Gemälde von W.G.Collingwood, 19. Jahrhundert

#### Das Althing
Bald nach der Landnahme entwickelten sich lokale Versammlungen. Im Südwesten ging die Entwicklung offenbar vom Sohn Ingólfs Þorsteinn Ingólfsson aus. Mit der Zeit fand die Entwicklung immer mehr Anhänger und lief auf eine Vereinigung aller Godentümer in einer einzigen Republik mit einer einzigen Generalversammlung hinaus. Dazu bedurfte es eines gesetzlichen Rahmens. Die Goden sandten daher den weisen Úlfljótr nach Norwegen, um dort Anregungen für eine entsprechende Regelung zu sammeln. Nach drei Jahren kehrte er erfolgreich zurück. Er war der erste Gesetzessprecher Islands.
Kein Gode wollte aber Land für diesen Zweck hergeben. Nur ein Bauer in der Nähe von Reykjavík wurde des Mordes an einem Sklaven und einem Freien für schuldig befunden, weshalb er verbannt und enteignet wurde. Sein Land grenzte an den Þingvallavatn. Das Land fiel der Allgemeinheit zu und wurde neuer Versammlungsort. Im Jahre 930 fand die erste Versammlung des Althing in Þingvellir statt. Die Übersetzung des Ortsnamens heißt bezeichnenderweise: Versammlungsebene. Das Althing war eine jährlich tagende Versammlung der Goden, der Oligarchie des Landes, die für Gesetzgebung und Rechtsprechung zuständig war. Man kann vom ersten heute noch bestehenden Parlament Nordeuropas sprechen. Es hat, wenn auch zwischenzeitlich bis fast zur Bedeutungslosigkeit verkommen, immer bestanden. Ähnliche demokratische Strukturen hatte es zuvor nur bei der Sachsenversammlung in Marklo und früher noch im Griechenland der Antike gegeben.
Das Land wurde außerdem 965 in vier Gebiete (landsfjórðungar) unterteilt, um die Verwaltung und Rechtsprechung zu vereinfachen. In jedem Landesteil gab es lokale Richter für weniger wichtige Fälle. Als problematisch erwies sich das Fehlen einer Exekutivmacht, da sich aus ungelösten Rechtsfällen oft jahrelange Fehden zwischen mächtigen Geschlechtern entwickelten. Diese verhängnisvolle Mechanik wird auch in den Sagas geschildert wie etwa in der Laxdæla saga.

#### Entdeckungsfahrten

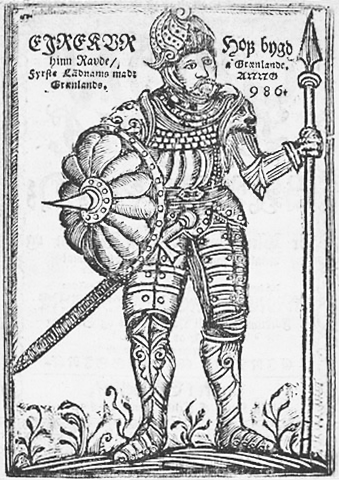
Darstellung Eriks des Roten in Arngrímr Jónssons Gronlandia

In diese Zeit fallen auch die wichtigen Entdeckungsfahrten nach Grönland und Nordamerika, die man sich aber wohl eher als Zufallstreffer vorzustellen hat. So hatte Erik der Rote wegen einiger Differenzen mit anderen Häuptlingen Island 982 verlassen müssen und segelte vom Breiðafjörður nach Westen, wo einige Jahre zuvor schon andere Wikinger Land gesichtet und einen – allerdings misslungenen – Ansiedlungsversuch gemacht hatten. Erik dem Roten gelang es aufgrund der im Mittelalter viel günstigeren klimatischen Bedingungen tatsächlich, mit 800 Anhängern zwei Siedlungen in Grönland zu gründen. Der Kontakt mit dem Mutterland hielt sich über Jahrhunderte und erlosch, soweit nachgewiesen, erst im 15. Jahrhundert.
Von Grönland aus landete vermutlich im Jahr 1000 Leif Eriksson, sein Sohn, an der Küste Nordamerikas, das er Vinland nannte. Die dort gegründeten Ansiedlungen (nachgewiesen in L’Anse aux Meadows und in Point Rosee, beide in Neufundland) konnten sich aber nur kurze Zeit gegen die Übermacht der indigenen Bevölkerung halten.

#### Christianisierung
Auch in anderer Hinsicht sollte das Jahr 1000 für die in Island lebende Bevölkerung von einschneidender Bedeutung sein.
Über Einzelheiten des Glaubens der Isländer vor der Christianisierung gibt es wenig verlässliche Angaben. Man geht davon aus, dass die auch auf dem Festland bekannten germanischen Götter verehrt wurden. Allerdings hatten sich in den letzten Jahren Spannungen in den sehr wichtigen Handelsbeziehungen zu Norwegen ergeben. Dies lag unter anderem daran, dass der norwegische Herrscher Ólafr Tryggvason schon zum Christentum bekehrt war. Und dieser bestand – unter anderem aus machtpolitischen Gründen – auch auf einer Christianisierung Islands. Schließlich wurde das Christentum, das in Ansätzen schon durch irische Sklaven bekannt war, im Land heimisch. Zur Christianisierung trug auch der Missionsbischof Friedrich bei.
Im Jahr 1000 schließlich wurde auf dem Althing in Þingvellir der Beschluss gefasst, der das Christentum zur Staatsreligion erklärte, neben der die heidnischen Götter aber zunächst weiter verehrt werden durften. Überliefert ist die Szene am Goðafoss, in der in großer Geste die letzten Götterbilder dem Fluss übergeben werden. Sie findet sich auch in einem Kirchenfenster der Kathedrale von Akureyri abgebildet.

### Friedenszeit (1030 bis 1180)
Als erster isländischer Bischof wurde im Jahre 1056 Ísleifr Gissurarson in Bremen geweiht. Zum Bischofssitz wählte man Skálholt im Süden der Insel. Zunächst waren allerdings weiterhin kirchliche und weltliche Macht meist in denselben Händen vereint, die Häuptlinge waren auch gleichzeitig christliche Priester geworden. Damit wurde auch die Kirche in Island lange zu keiner eigenständigen Macht im Lande, sondern unterstand immer den Landesgesetzen. 1096/97 wurde ein Kirchenzehnt eingeführt, 1106 das zweite Bistum in Hólar gegründet. In den folgenden Jahren gewöhnten sich die Isländer sehr schnell an das Christentum und man baute zahlreiche Kirchen. Im 12. Jahrhundert gründete man außerdem eine ganze Anzahl von Klöstern, die mit den angeschlossenen Schulen zur Volksbildung beitrugen.
Der Kirchenzehnt floss auch den Goden in ihrer Doppelfunktion als Priester und reiche Grundherren zu. Dies sollte ab dem 13. Jahrhundert für zahlreiche Auseinandersetzungen sorgen.
Die enge Beziehung zu Norwegen war offenbar seit der Besiedlung im 9. Jahrhundert bestehen geblieben. Mehrere Chronisten, darunter Adam von Bremen, berichten für das 11. Jahrhundert von Auswirkungen der Auseinandersetzungen um das norwegische Königtum und von einer großen Autorität des isländischen Bischofs. Für das Jahr 1022 ist ein Dekret König Olavs II. von Norwegen benannt, das allerdings erst in einer Fassung von 1083 überliefert ist. Dieses dokumentiert eine Rechtssetzung Olavs und damit eine Form der Machtausübung in Island, bei der zugleich auch Rechte der isländischen Bevölkerung formuliert werden. Zudem geht eine später weiterhin fassbare Verwaltungsaufteilung der Insel in vier Regionen auf dieses Dokument zurück. Allerdings sind bis ins 13. Jahrhundert hinein keine organisierten Strukturen einer norwegischen Herrschaftsausübung auf Island greifbar, wobei Island insgesamt keinerlei staatliche Ordnung aufwies. Im 12. Jahrhundert werden wiederholt Isländer am norwegischen Königshof erwähnt. Der Gode Jón Loftsson (1124–1197) war ein illegitimer aber am norwegischen Königshof anerkannter Enkel Magnus III. Bis etwa 1180 blieb es ruhig im Lande, weshalb man auch von einer Friedenszeit spricht.

### Sturlungen-Zeit (1180 bis 1262)

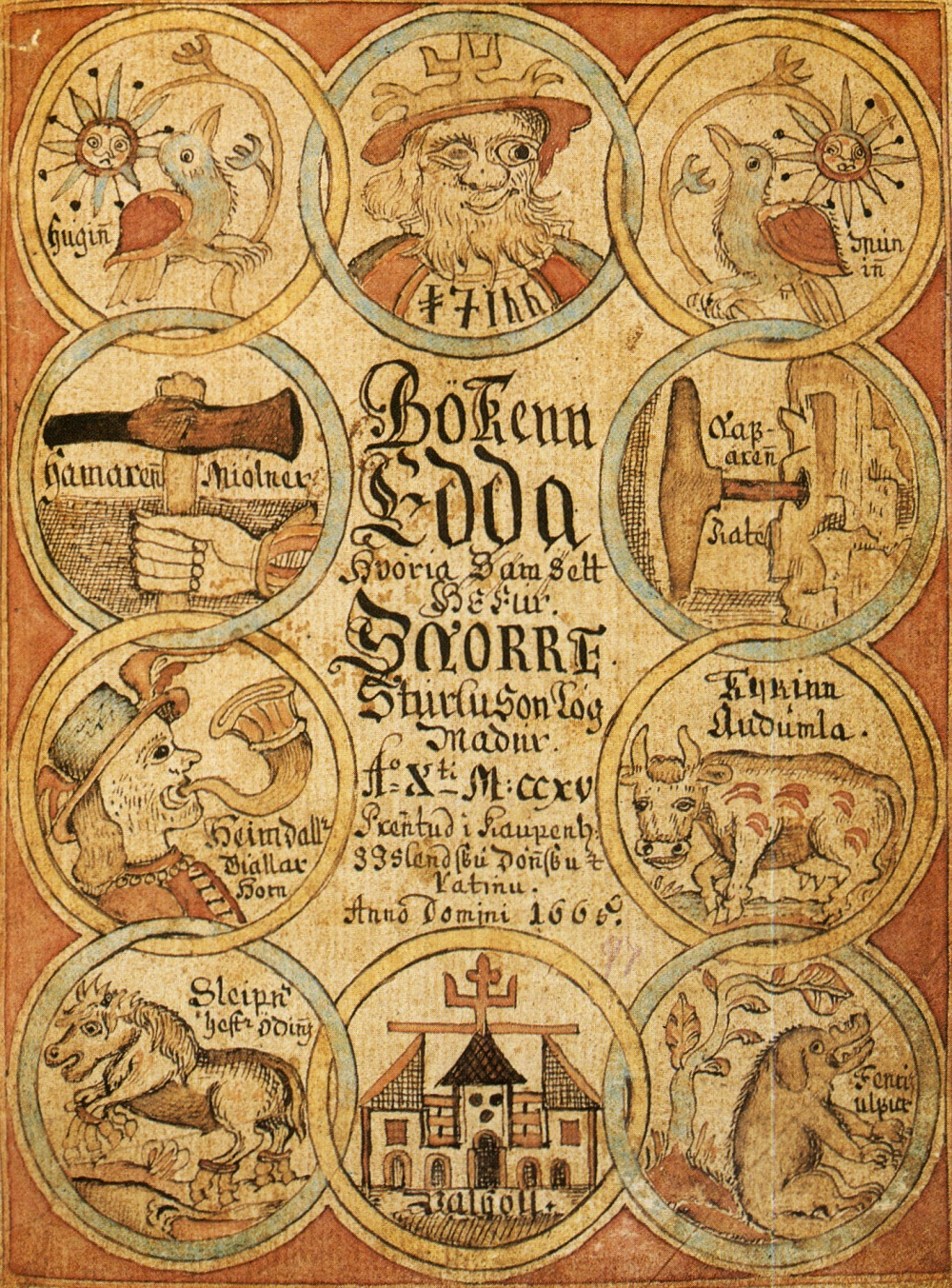
Druckausgabe der Snorra-Edda von 1666

Die folgenden etwa 100 Jahre setzten diesem ruhigen Zeitalter ein Ende. Geschlechterfehden lösten die friedliche Epoche ab.
Als Reaktion auf einen gewaltsamen Konflikt zwischen norwegischen Händlern und Isländern in den Jahren 1218–1220 schickte der norwegische König Håkon IV. Håkonarson den an seinem Hof befindlichen Isländer Snorri Sturluson nach Island, um dort den Frieden wieder herzustellen und „das Land unter den König zu bringen“. Snorri ist damit der erste persönlich greifbare Vertreter eines norwegischen Königs auf Island. In den folgenden Jahren baute Snorri seine Machtposition auf Island aus, verfolgte aber kaum Ziele des norwegischen Königs. Es folgten Fehden innerhalb von Snorris Sippenverband, den Sturlungar, in deren Rahmen die verschiedenen Fraktionen immer wieder Verbindungen zur norwegischen Krone eingingen. Auf Geheiß Håkons wurde Snorri im Herbst 1241 von Verwandten um seinen Stiefsohn Gizurr Þorvaldsson erschlagen. In der Folge fiel über ein Lehnsverhältnis Snorris das Gut Bessastaðir an die norwegische Krone. Das Anwesen blieb bis ins 18. Jahrhundert der Sitz des königlichen Vertreters auf Island.
Im Jahr 1237 wurden beide isländischen Bischofssitze gleichzeitig vakant und mit zwei Norwegern besetzt.
Die Fehden setzten sich in den folgenden Jahren fort, unter anderem durch Snorris Bruder Þórðr kakali Sighvatsson, der 1242 nach Island zurückkehrte und den Tod seines Bruders zu rächen und seiner Familie die Macht über Island zu verschaffen versuchte. Bis 1246 errang Þórðr die Vorherrschaft im Nordviertel der Insel. Håkon IV. scheint sich aus diesen Kämpfen zunächst herausgehalten zu haben, wurde aber 1246 von Þórðr und seinem Kontrahenten Gizurr Þorvaldsson um einen Schiedsspruch angerufen, der 1247 zugunsten Þórðrs ausfiel. Der König ernannte diesen daraufhin zum Herrscher über das Nord- und das Südviertel, im West- und Ostviertel aber nur zum Beauftragten des Königs. Er wurde mit dem Auftrag nach Island zurückgeschickt, die gesamte Insel der norwegischen Krone zu unterwerfen.
Gemeinsam mit Þórðr betrat 1247 Heinrekr Kársson als neuer Bischof von Hólar Island, der die Integration in das Königreich Norwegen ebenfalls förderte. Unter ihm wurde Island dem Erzbistum von Nidaros in Norwegen unterstellt. Es folgten weitere Kämpfe, in deren Verlauf sich Þórðr bis 1249 im Nord- und Südviertel durchsetzte. In die übrigen Landesteile vernetzte er sich durch Bündnisse und Eheschließungen von Familienmitgliedern. Parallel kam es zu fortgesetzten kriegerischen Auseinandersetzungen innerhalb der Sturlungar sowie mit anderen einflussreichen Sippen. Zunehmend griffen Mitglieder der isländischen Führungsschicht ein, die zuvor am norwegischen Königshof entsprechende Aufträge und Vollmachten erwirkt hatten. Eine Entscheidung der Kämpfe blieb aber vorerst aus. Im Jahr 1255 ist erstmals von einer in Island erhobenen Steuer des norwegischen Königs die Rede. Þórðr starb 1256. Nachdem in Kämpfen um seine Nachfolge mehrere Anwärter gestorben waren, ernannte Håkon 1258 Gizurr Þorvaldsson zum Grafen und zu seinem Bevollmächtigten, der den Frieden auf Island erreichen und die Besteuerung durchsetzen sollte.
Offenbar wurde Håkon IV. bald unzufrieden mit dem Agieren Gizurrs. 1261 ernannte er dessen Rivalen Hrafn Oddsson zum Herren über das Gut Bessastaðir und damit zum königlichen Vertreter auf Island, ohne jedoch Gizurr aus dieser Funktion abzuberufen. Hrafn stützte sich zudem auf zahlreiche Verbündete unter den Goden im Westen Islands. Zugleich entsandte der König seinen Höfling Hallvarðr nach Island, um die Vorgänge dort zu beeinflussen. 1262 schworen die Bauern in Volksversammlungen des nördlichen, südlichen und östlichen Quartiers Treue zu König Håkon. Zudem schlossen Gizurr und Hrafn Frieden. Im gleichen Jahr wurde der Alte Vertrag (isländisch: gamli sáttmáli) aufgesetzt, der die Gefolgschaft eines Teils der isländischen Bauern gegenüber dem norwegischen König festhielt.
1263 trat Brandr Jónsson sein Amt als neuer Bischof von Hólar an. Auf sein Betreiben hin schworen auch die verbleibenden Bauern im östlichen Island Treue zum norwegischen König. Brandr starb bereits 1264. In den folgenden Jahren wechselten mehrfach die königlichen Beauftragten in Island, die Fehden auf der Insel ließen aber offenbar deutlich nach.

## Norwegische Herrschaft (1262 bis 1380)
Magnus VI., der 1263 gekrönte Nachfolger Håkons IV., ließ im Rahmen seiner umfassenden Bemühungen zur Gesetzessetzung kurz vor 1271 von Sturla Þórðarson ein Gesetzeswerk für Island formulieren. Nach Auseinandersetzungen insbesondere um das Erbschaftsrecht nahm das isländische Parlament das Gesetzeswerk in mehreren Sitzungen von 1271 bis 1273 an. Zudem wurde das Amt eines Rechtsgelehrten für die gesamte Insel eingerichtet, das zunächst Sturla übernahm. 1277 wurde diese Funktion auf zwei Personen aufgeteilt und blieb in dieser Form bis 1800 erhalten. 1281 löste das Jónsbók Sturlas Gesetzeswerk ab und integrierte stärker die überlieferte isländische Rechtspraxis in die weiterhin dominanten norwegischen Vorlagen.
In der Folge wurde der Althing entmachtet, die Godentümer durch territorial geschlossene Verwaltungsbezirke ersetzt und das Land wurde von einem oder zeitweilig auch mehreren norwegischen Gouverneuren regiert. Ab 1354 verpachtete der König das Land an seine Anhänger, die es nach Belieben ausbeuten konnten.
Parallel dazu wuchs die Macht der Kirche. Im Jahre 1275 hatte der Bischof von Skálholt, Árni Þórlaksson, ein eigenes kanonisches Recht eingeführt. Der Kirchenzehnte floss von nun an der Kirche selbst zu, ab 1297 gingen alle Güter, auf denen Kirchen errichtet wurden, in den Besitz der Mutterkirche über, so dass diese über die Jahrhunderte beträchtlichen Reichtum und Grundbesitz erwarb. Im 16. Jahrhundert gehörte ihr beinahe die Hälfte des isländischen Grundbesitzes. Als Bischöfe wurden von Rom beziehungsweise Norwegen aus häufig Ausländer eingesetzt.
Im Jahr 1341 brach der Vulkan Hekla so gewaltig aus, dass zahlreiche Höfe verlassen wurden und die Landwirtschaft teilweise keinen Ertrag mehr erbrachte; die Folge waren Hungersnöte. Wie im übrigen Europa verbreitete sich eine große Seuche.

## Dänische Herrschaft (1380 bis 1944)

### Vom 14. bis zum 18. Jahrhundert

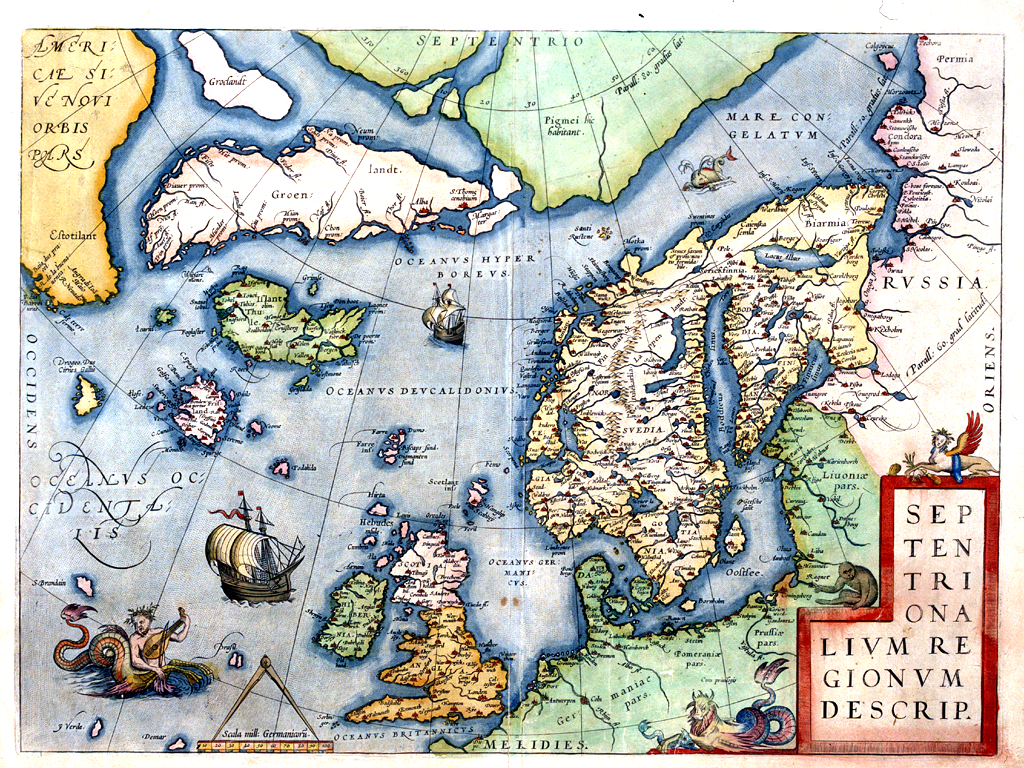
Karte des Nordatlantiks von der Ostsee bis Labrador (mit einigen Phantasieinseln wie Frisland) von Abraham Ortelius, 1573

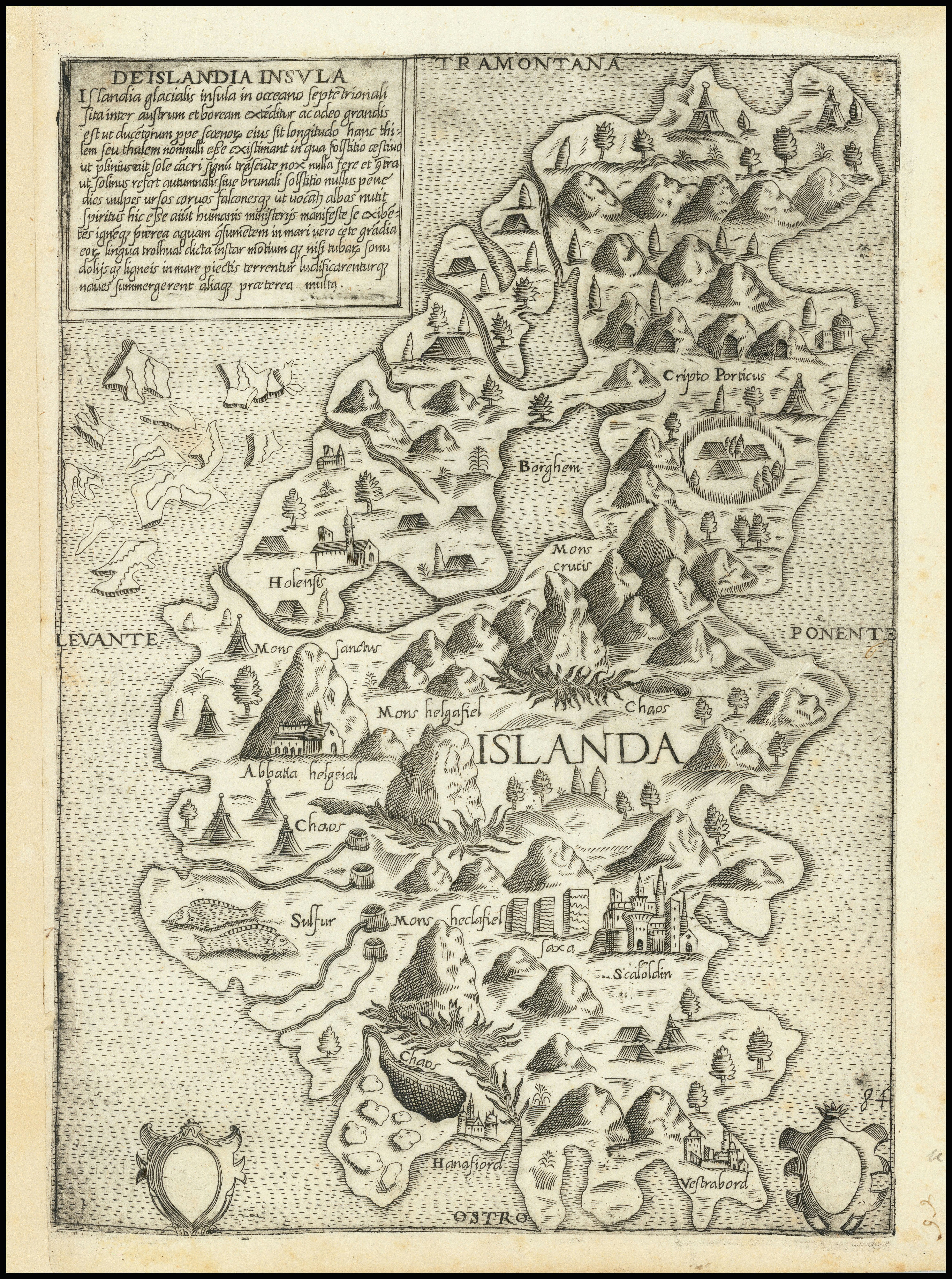
Island, Kupferstich von Giovanni Francesco Camocio, 1560

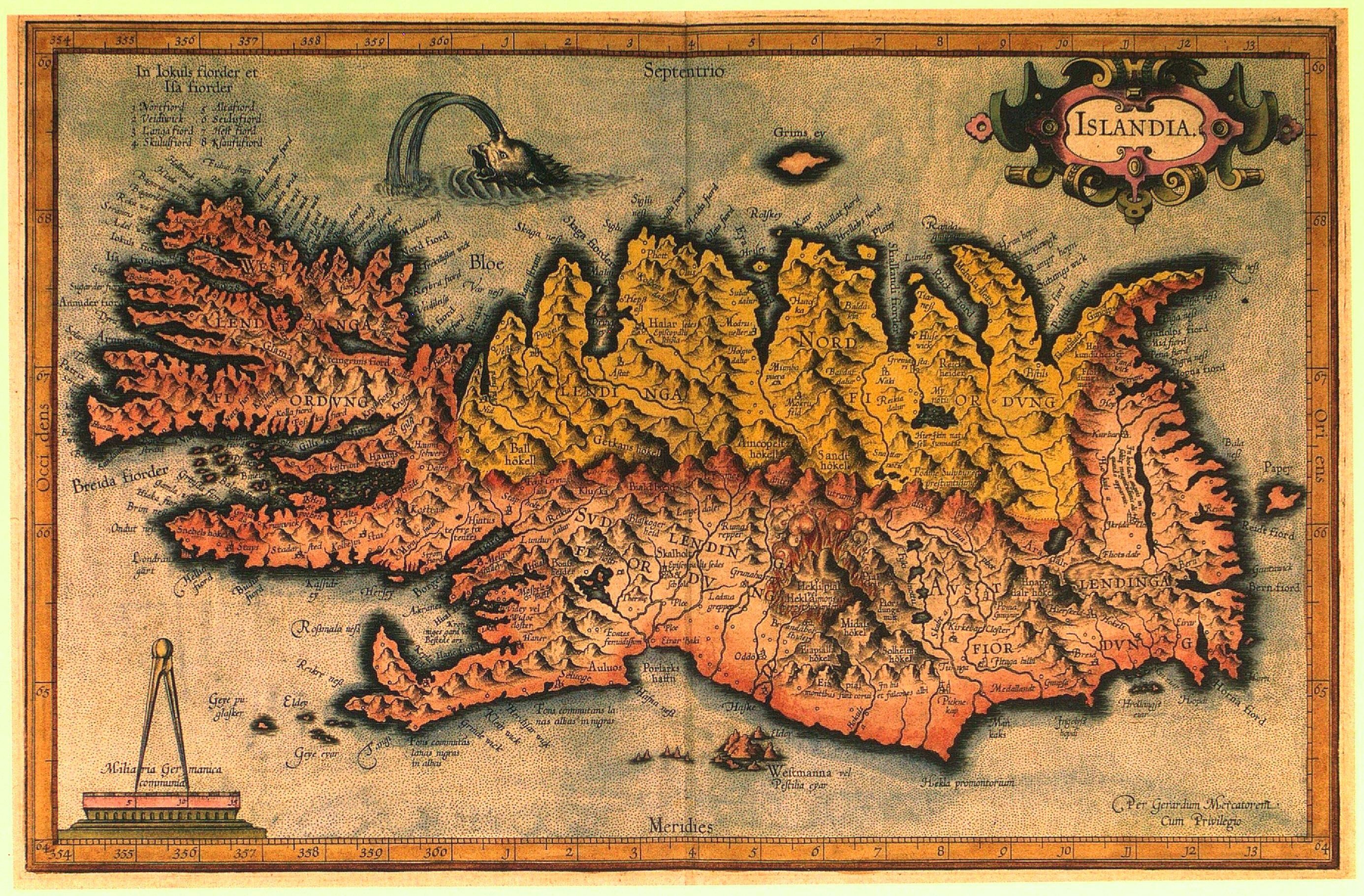
Island im Atlas Gerhard Mercators von 1595

#### Politik
Island war von 1397 bis 1448 Teil der Kalmarer Union, einer Vereinigung der skandinavischen Königreiche Norwegen, Schweden und Dänemark unter dänischer Vorherrschaft. Im Jahre 1662 führte fast gleichzeitig mit Ludwig XIV. von Frankreich der Dänenkönig Friedrich III. den Absolutismus ein. Die Isländer mussten ihre Anerkennung der absoluten Monarchie unterschreiben und verloren damit ihre letzten eigenständigen Rechte.
Der Schutz der Dänen reichte andererseits nicht allzu weit. So wurden im Jahre 1627 die Westmännerinseln und einige Küstenorte von algerischen Piraten geplündert; etwa 300 Frauen und junge Leute wurden verschleppt und in die Sklaverei verkauft, aus der nur etwa ein Drittel wieder zurückgekauft werden konnten. Da Algerien damals zum Osmanischen Reich gehörte, wird der Überfall in der isländischen Geschichtsschreibung als Tyrkjaránið bezeichnet.

#### Handel
Nachdem bis ins 14. Jahrhundert die Norweger ein Handelsmonopol bezüglich Islands innegehabt hatten, stiegen ab dem 15. Jahrhundert auch die Engländer und Dänen ein. Selbst die deutsche Hanse spielte mit. Dies erklärt sich auch daraus, dass die Isländer ein interessantes neues Exportgut entdeckt hatten: Fisch. Da im späten Mittelalter eine Klimaveränderung den Ackerbau weniger rentabel gemacht hatte, hatten sie nach neuen Ernährungsmöglichkeiten gesucht und entdeckt, dass die Küsten rund um die Insel sehr reich an diversen Fischarten waren.
Hatten in früheren Jahrhunderten hauptsächlich Engländer und die Hanse die Handelsszene mit Island beherrscht, so sicherten sich die Dänen zu Anfang des 17. Jahrhunderts selbst das Monopol über diesen Handel zu. Das bekam den Isländern schlecht. Selbst Waren des täglichen Bedarfs wurden knapp und für viele unerschwinglich teuer.
Im 17. Jahrhundert wurden als isländische Ausfuhrgüter neben Fischprodukten auch Wolle, Schaffleisch, Federn und Daunen, Fuchsfelle, Strickwaren (Handschuhe und Strümpfe) sowie Schwefel genannt. Großes Interesse hatte das dänische Königshaus an Jagdfalken.

#### Notlage und Verbesserungsansätze, Auswanderung
Zu Anfang des 15. Jahrhunderts hatte eine weitere Pestepidemie circa 25.000 Menschen getötet.
Und die Not der Bevölkerung stieg weiterhin derart an, dass bei einer Volkszählung zu Anfang des 18. Jahrhunderts auf etwa 4000 bewirtschaftete Höfe 3000 verlassene kamen. Eine Pockenepidemie raffte 1707 auch noch weitere 18.000 der entkräfteten Menschen dahin, so dass die Bevölkerung auf circa 30.000 Menschen geschrumpft war.
Schließlich erkannte auch der dänische König, dass dem abgeholfen werden musste – nicht zuletzt, weil er selbst Geld verlor. Das Handelsmonopol wurde in der Folge etwas gelockert; zu einer richtigen Öffnung kam es aber erst nach der Laki-Katastrophe in den 1780er Jahren. Nach dem Ausbruch der Laki-Krater 1783 und 1784 wurde auf Island und am dänischen Hof diskutiert, die Insel komplett zu evakuieren und ihre Einwohner ins dänische Westjütland umzusiedeln, allein technisch damals eine Unmöglichkeit. Der Ascheregen und ein enormer Gasausstoß bei dem achtmonatigen Vulkanausbruch im System der Grímsvötn hatten die Sonne verdunkelt, trockenen Nebel erzeugt und die Vegetation vergiftet. Große Teile des Viehbestandes gingen ein. Es kam zu einer Hungersnot, und die Naturkatastrophe (unter dem isländischen Namen Móðuharðindin bekannt) kostete etwa 10.000 Isländer (etwa ein Fünftel der damaligen Bevölkerung) das Leben.
Um die Mitte des 19. Jahrhunderts versuchte der Isländer Skúli Magnússon, mit der Gründung von Manufakturen eine heimische Industrie aufzubauen. Aber wieder wurde er von den dänischen Kaufleuten derart boykottiert, dass er 15 Jahre später aufgeben musste und seine isländische Teilhabergesellschaft von Dänen übernommen wurde.
Ab den 1870er Jahren wanderten zahlreiche Isländer nach Nordamerika aus. 1874 brachte ein einziges Schiff über 350 Isländer nach Nova Scotia in Kanada. Die meisten siedelten sich in Markland an, wo 1876 eine Volkszählung durchgeführt wurde. Viele von ihnen siedelten sich auch in Manitoba an, etwa im Gebiet des heutigen Hecla-Grindstone Provincial Park im Winnipegsee. Dort entstand New Iceland.

#### Religion
1536 hatte Christian III. von Dänemark die evangelisch-lutherische Konfession für sein Land, Norwegen und die Färöer durchgesetzt. Er profitierte davon, war er doch jetzt auch selbst das Kirchenoberhaupt und konnte so über den Reichtum und die Güter der Kirche verfügen.
Als der Bischofssitz von Skálholt vakant wurde, setzte der König einen Protestanten ein, der für schnelle Verbreitung der evangelischen Konfession sorgte. Allerdings widersetzte sich dem der katholische Bischof Jón Arason auf Hólar. Er initiierte sogar eine Gegenreformation. Er konnte sich jedoch nicht lange halten und wurde 1550 mit zweien seiner Söhne in Skálholt hingerichtet. Seitdem spielt der Katholizismus auf Island keine wesentliche Rolle mehr.
Nach dem Erlass von Christian IV. gegen Hexerei im Jahr 1617 kam es auch in Island zu Verfolgungen von vermeintlichen Hexen und Magiern, denen Jón Guðmundsson der Weise nur knapp entging. 1654 bis 1690 kam es zu einer neuen Verfolgungswelle, der fast ausschließlich Männer zum Opfer fielen.

### Vom 19. Jahrhundert bis zur Unabhängigkeit

#### Erste Unabhängigkeitsbestrebungen

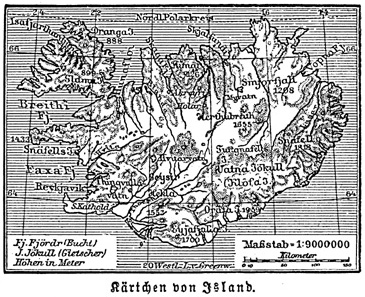
Karte von Island um 1888

Die erste Hälfte des 19. Jahrhunderts erwies sich als schwierige Zeit für die Isländer.
1800 schafften die Dänen das machtlose Althing (Alþingi) ganz ab. Der Bischofssitz in Hólar wurde aufgelöst, der von Skálholt nach Reykjavík verlegt. Außerdem hatten die napoleonischen Kriege bewirkt, dass der Schiffsverkehr reduziert wurde. Dies löste eine erneute Mangelsituation im Lande aus.
Im Frieden von Kiel fiel Norwegen an Schweden, Island blieb bei Dänemark.

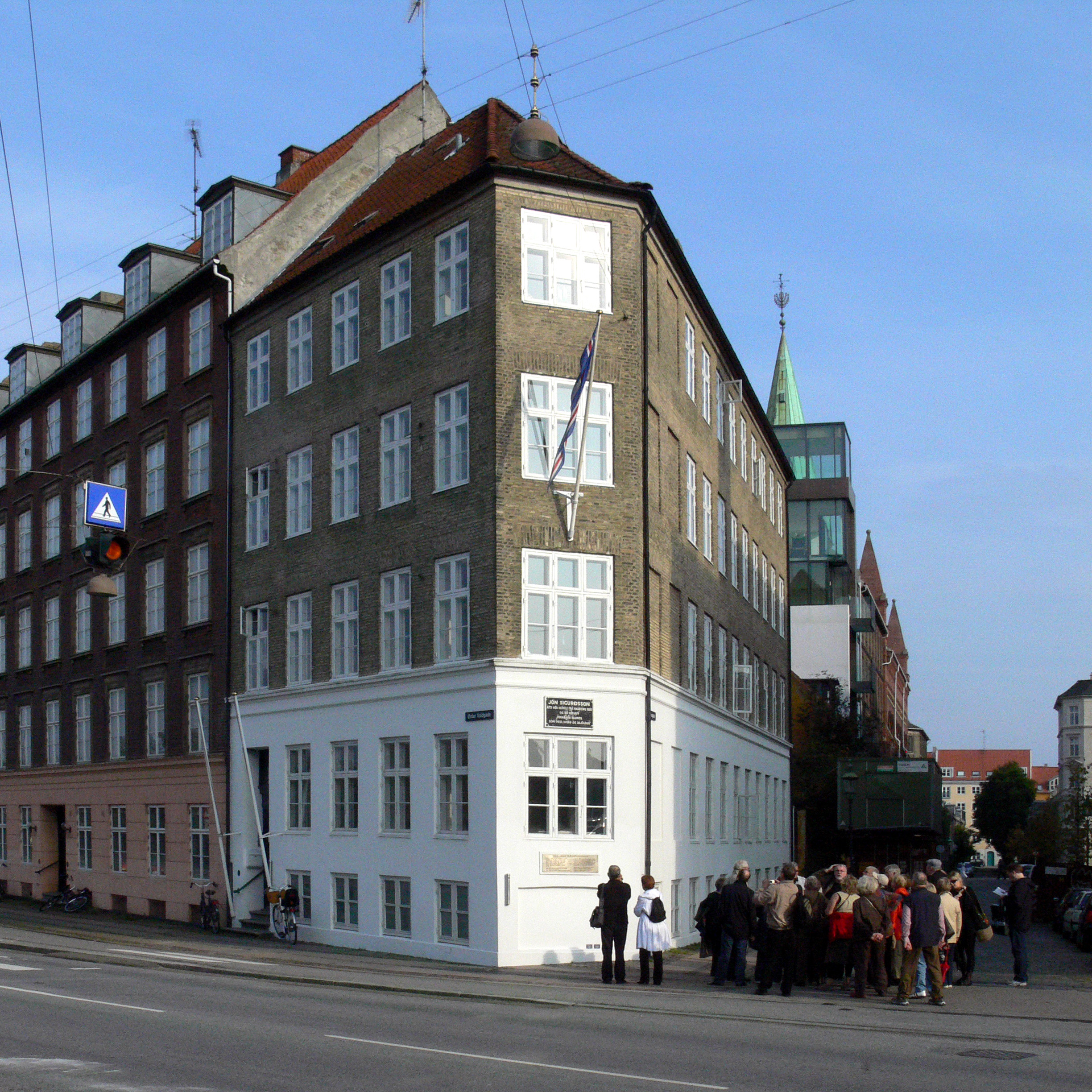
Wohnung Jón Sigurðssons in Kopenhagen, Stokhusgade 1.

Isländer, die in Kopenhagen studiert hatten, brachten in der ersten Hälfte des Jahrhunderts die in Festlandseuropa zu dieser Zeit sehr verbreiteten Ideen des Nationalismus nach Island, die dort schnell Fuß fassten. Reykjavík wurde zum intellektuellen Zentrum des Landes, und so verband sich der Aufstieg Islands als unabhängiger Nation mit dem Aufstieg der Stadt. Das intellektuelle Zentrum der politischen Unabhängigkeitsbewegung blieb aber in Kopenhagen. Jónas Hallgrímsson, einer der Gründer der Zeitschrift „Fjölnir“ setzte sich mit anderen Intellektuellen in seinen Beiträgen für die Renaissance des Althings in Thingvellir ein, unterlag aber dem Pragmatiker Jón Sigurðsson (1811–1879), dem die Modernisierung mehr am Herzen lag und der sich für Reykjavík einsetzte.
König Christian VIII. schlug 1840 vor, eine besondere ratgebende Versammlung auf Island zu gründen, und 1845 konstituierte sich das neu gegründete Parlament, das Althing, in Reykjavík. Allerdings hatte es keinerlei politische Macht, sondern nur beratende Funktion gegenüber dem dänischen Thron. Trotzdem galt von nun an Reykjavík als Hauptstadt des Landes.
Anführer im Kampf um die Unabhängigkeit Islands wurde Jón Sigurðsson. Er musste sich 1848 damit abfinden, dass in Dänemark zwar die konstitutionelle Monarchie eingeführt wurde, Island aber trotz massiver Forderungen nicht unabhängig wurde. 1854 wurde das dänische Handelsmonopol aufgehoben. 1873 feierte Island den tausendsten Jahrestag der Landnahme. 1874 erhielt das Althing begrenzte legislative Rechte. Das Land hatte nun eine eigene Verfassung, aber nach wie vor keine eigene Exekutive.
1882 galt für Frauen bei der Teilnahme an lokalen Wahlen ein beschränktes Wahlrecht. 1882 stimmte der König einer Veränderung der Beschränkungen zu, sodass Witwen und andere unverheiratete Frauen, die einem Farmhaushalt vorstanden oder sonst einen unabhängigen Haushalt führten, das aktive und passive Wahlrecht bei Lokalwahlen erhielten.

#### Das Land um die Jahrhundertwende
Island nahm einen rapiden Aufschwung: Industriebetriebe wurden begründet, der Fischfang weiter ausgebaut, Schulen, Krankenhäuser und Straßen gebaut. Mit abnehmendem Arbeitskräftebedarf in der Agrarwirtschaft setzte die Landflucht ein. Andererseits hatte sich die Bevölkerung innerhalb von 100 Jahren fast verdoppelt (von 47.000 im Jahre 1801 auf 79.000 im Jahre 1901).
1904 befand ein Volksentscheid, dass ein Isländer den Ministerposten für Island in Dänemark besetzen und sein Land nach außen vertreten sollte. Der erste solche Minister war Hannes Hafstein. Er führte den Telegrafen in Island ein, wodurch dieses Anschluss an die Moderne erhielt. Am 26. Juni 1905 um 22.38 Uhr traf das erste Telegramm per Funk von Cornwall aus ein. Im Jahr darauf wurde ein Seekabel verlegt.
1908 begann die olympische Geschichte Islands.
1915, also relativ früh, erhielten die Frauen das aktive und das passive Wahlrecht. Allerdings galt nach diesem Gesetz für Frauen und Dienstboten ein Wahlalter von 40 Jahren. Diese Altersgrenze sollte jährlich um ein Jahr sinken, bis 25 Jahre erreicht würden. Dieses Gesetz wurde dann vom dänischen König am 19. Juni 1915 ratifiziert. Die Einführung des Frauenwahlrechts löste keine heftigen Reaktionen aus. 1920 wurde dann das allgemeine Wahlrecht ab 25 Jahre eingeführt.
1915 trat auch die Prohibition in Island in Kraft.
Am 1. Dezember 1918 wurde der Unionsvertrag mit Dänemark nach einem Referendum unterzeichnet. Dieser leitete die Unabhängigkeit Islands von Dänemark ein, das seitdem nur noch lose durch Realunion mit Dänemark unter Christian X. verbunden war. Der Vertrag war auf 25 Jahre angelegt, danach sollte in einem Volksentscheid über eine vollständige Unabhängigkeit abgestimmt werden.

#### Bildungsbestrebungen
Schon im 19. Jahrhundert waren die isländische Tradition und damit auch die Literatur wieder aufgeblüht. Im Zuge der Romantik und ihrer Vorliebe für vergangene Epochen beschäftigte man sich wieder mit den Sagas. Zahlreiche Schriftsteller machten sich einen Namen, darunter Magnús Stephensen und Jónas Hallgrímsson.
1907 wurde die allgemeine Schulpflicht eingeführt, 1911 die Universität von Island (Háskóli Íslands) in Reykjavík gegründet.

#### Lösung von Dänemark im Zweiten Weltkrieg

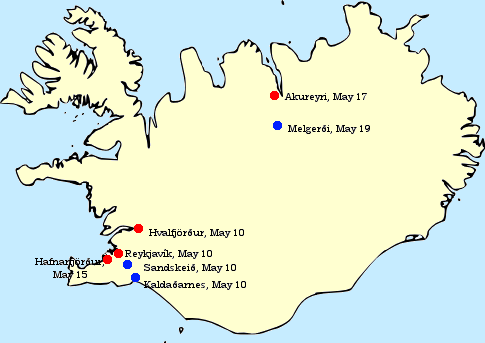
Britische Invasion Islands

Im Ersten Weltkrieg hatte man durch Lieferungen von Wolle und Fisch eher profitiert. Auf Island gab es in den 20er Jahren einen Boom; aber auch die Weltwirtschaftskrise der 30er Jahre war zu spüren.
Am 1. September 1939 begann mit dem deutschen Überfall auf Polen der Zweite Weltkrieg. Ab dem 9. April 1940 besetzte die Wehrmacht im Unternehmen Weserübung die neutralen Staaten Dänemark und Norwegen. Da das isländische Staatsoberhaupt, der dänische König Christian X., aus dem deutsch besetzten Dänemark keine freien Entscheidungen zu Island treffen konnte, beschloss der Althing am 10. April die Außenpolitik selbst wahrzunehmen.
Die Briten besetzten Island am 10. Mai 1940 unter Verletzung seiner Neutralität und unter dem Vorwand, es vor einer deutschen Okkupation zu bewahren. Am 17. Juni 1940 wählte der Althing Sveinn Björnsson zum Staatsoberhaupt (ríkisstjóri). Die USA übernahmen ab dem 7. Juli 1941 die Besetzung Islands, um die britische Marine und Armee zu entlasten – ein halbes Jahr vor ihrem offiziellen Kriegseintritt.
Briten und US-Amerikaner brachten Island in seiner wirtschaftlichen Entwicklung voran, nicht zuletzt durch die Schaffung zahlreicher Arbeitsplätze bei dem Bau der britischen und amerikanischen Marine- und Armeeanlagen.
Gemäß dem Unionsvertrag von 1918 wurde eine Volksabstimmung im Mai 1944 durchgeführt, in der sich die Isländer für die Unabhängigkeit aussprachen. Am 17. Juni 1944 verkündete der Parlamentssprecher in Þingvellir vor Tausenden von Menschen die Republik, wie sie im 1. Artikel der neuen Verfassung festgeschrieben wurde, auf die anschließend Sveinn Björnsson als erster Staatspräsident vereidigt wurde.
Am 10. November 1944 wurde das isländische Schiff Goðafoss von dem deutschen U-Boot U 300 mit einem Torpedo versenkt. Es sank innerhalb von 7 Minuten in der Faxaflói-Bucht. 24 Menschen ertranken; 18 Isländer und ein Brite konnten sich retten. Das Wrack der Goðafoss wurde offenbar 2016 vor der Küste bei Garður in rund 40 Meter Tiefe unter einer Sandschicht gefunden.

## Unabhängige Republik Island (seit 1944)

### Politische Entwicklungen

#### Island und die Welt

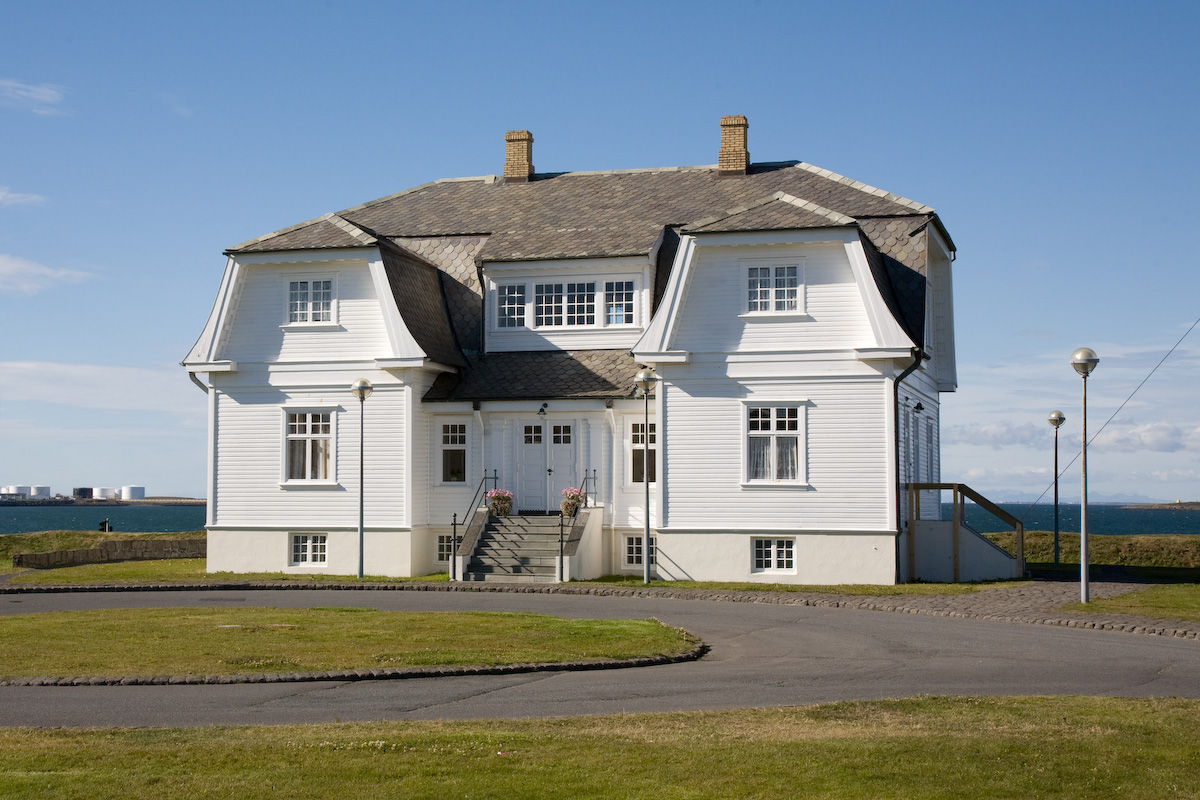
Das Höfði-Haus

Island machte sich schnell in der Weltpolitik einen Namen: Nach der Empfehlung einer Aufnahme des Landes in die Vereinten Nationen durch die Resolution 8 des UN-Sicherheitsrates trat es am 19. November 1946 der Internationalen Gemeinschaft bei, 1948 der OECD und war 1949 eines der Gründungsmitglieder der NATO und des Europarates. Außerdem schloss sich das Land 1952 dem nordischen Rat an. Es hatte zwar nie eine eigene Armee, genehmigte jedoch nach langem Hin und Her 1951 eine US-amerikanische Militärbasis in Island.
Im Jahre 1986 fand im Höfði-Haus in Reykjavík ein Gipfeltreffen zwischen US-Präsident Ronald Reagan und dem sowjetischen Regierungschef Michail Gorbatschow statt.
1991 erkannte Island als erster Staat die Souveränität von Estland, Lettland und Litauen an.
Von 1980 bis 1996 hatte Island mit Vigdís Finnbogadóttir die erste demokratisch gewählte Staatspräsidentin der Welt.

#### Die „Kabeljaukriege“
Um die reichen Fischgründe um Island entbrannte immer wieder Streit, vor allem mit Großbritannien. Dieser verschärfte sich in den Jahren 1952 und 1958 zum so genannten Kabeljaukrieg, da die Isländer wegen Überfischung durch internationale Konkurrenz die Fischereizone um die Insel erst von drei auf vier Seemeilen (1952) und schließlich 1958 auf zwölf Seemeilen ausdehnten. Letzteres wurde von allen Ländern außer England akzeptiert. Drei Jahre und einige fast blutige Auseinandersetzungen später mussten sich allerdings auch die Engländer damit zufriedengeben. 1972 brach der Streit von neuem aus, wobei diesmal auch Deutschland die Ausweitung der Zone auf 50 Seemeilen erst nicht annehmen wollte. 1976 bei der Ausweitung auf 200 Seemeilen brach Island sogar die diplomatischen Beziehungen mit Großbritannien nach gewalttätigen Auseinandersetzungen vorübergehend ab. Schließlich dehnte aber die Europäische Union ihre eigenen Fischereizonen ebensoweit aus. Seither hat Island unumstritten das alleinige Nutzungsrecht der Fischgründe innerhalb seiner 200-Meilen-Zone.

#### Interessensphäre der Sowjetunion
Im Kalten Krieg zeigte die Sowjetunion ein großes Interesse in Island an Einfluss zu gewinnen. Schon 1920 hatte Lenin auf einer Komintern-Tagung erklärt, Island werde in einem zukünftigen Konflikt als Stützpunkt für U-Boote und Luftstreitkräfte eine bedeutende Rolle spielen. Die sowjetische Botschaft war mit elf offiziell akkreditierten Vertretern und fast hundert Personen (inklusive Hilfspersonal und Familienangehörigen) überdotiert. Die Sowjetunion versuchte die Wirtschaft des Landes nach Osten zu orientieren. Auf Island fuhren sowjetische Autos, seinen Treibstoff bezog Island ausschließlich aus der Sowjetunion und die UdSSR zeigte reges Interesse am Bezug isländischer Fischereiprodukte. Die Sowjetpropaganda, die eine Zeitung in isländischer Sprache vertrieb, agitierte gegen die amerikanische Präsenz auf der Insel, die die Unabhängigkeit des Landes stranguliere und propagierte ein eigenständiges vom „westlichen Imperialismus“ gelöstes Island.

### Auswirkungen der Finanzkrise (ab 2008)
Von etwa 2002 bis zum Ausbruch der internationalen Finanzkrise ab 2007 liehen sich drei isländische Großbanken (Glitnir, Landsbanki und Kaupthing Bank) enorme Geldsummen auf ausländischen Kapitalmärkten. Kurz vor dem Zusammenbruch dieser drei Banken im Oktober 2008 standen in ihren Büchern Verbindlichkeiten, die etwa dem Zehnfachen des isländischen Bruttoinlandsprodukts entsprachen.
Deutsche Banken – allen voran die Deutsche Bank, DZ Bank, DekaBank, zahlreiche Landesbanken und die staatliche Förderbank KfW – mischten bei Milliardengeschäften mit und verbuchten am Ende horrende Verluste. Der Chef der isländischen Notenbank war in Aktivitäten der Großbanken verwickelt; die isländische Regierung machte im Februar 2009 den Norweger Svein Harald Øygard zu seinem Nachfolger.
Während der Krise sank der Wechselkurs der Isländischen Krone stark. Die damalige isländische Regierung unter Premierminister Geir Haarde brachte große Teile des Finanzsektors – unter anderem die drei Großbanken Glitnir, Landsbankinn und Kaupþing – unter staatliche Kontrolle.
Seitdem wurde wieder offen über einen Beitritt Islands zur Europäischen Union und die anschließende Einführung des Euro als Währung nachgedacht.
Die sozialdemokratische Partei Allianz (Samfylkingin) beendete am 26. Januar 2009 die Regierungskoalition mit der liberalen Unabhängigkeitspartei (Sjálfsstæðisflokkur). Ab dem 2. Februar 2009 übernahm eine Minderheitsregierung bestehend aus der Links-Grünen Bewegung und der Allianz unter dem Vorsitz von Jóhanna Sigurðardóttir als Ministerpräsidentin die Regierungsgeschäfte, die von der Fortschrittspartei gestützt wurde. Die isländische Öffentlichkeit hatte mit regelmäßigen Demonstrationen ihre Unzufriedenheit mit der Situation und Regierung bekundet und damit zum Regierungswechsel beigetragen; da die Demonstranten dabei mit Töpfen und Kellen Lärm verursachten, wurden diese Aufmärsche als „Kochtopfrevolution“ bezeichnet.
Am 25. April 2009 fand eine vorgezogene Parlamentswahl statt, bei der die Koalition aus sozialdemokratischer Allianz und Links-Grüner Bewegung eine absolute Mehrheit errang. Ministerpräsidentin Sigurðardóttir erklärte, den EU-Beitritt Islands vorantreiben zu wollen. Nachdem sich das isländische Parlament für ein Beitrittsgesuch ausgesprochen hatte, wurde am 23. Juli 2009 der Antrag zum Beitritt in die EU gestellt. Die Beitrittsverhandlungen wurden am 27. Juli 2010 aufgenommen. Nach der Parlamentswahl 2013 beschloss die neue konservative und EU-skeptische Regierung um Premierminister Gunnlaugsson, die Verhandlungen auf unbestimmte Zeit auszusetzen. Am 29. Oktober 2016 und am 28. Oktober 2017 fanden weitere vorgezogene Parlamentswahlen statt.

### Andere wichtige Ereignisse und Entwicklungen
Im Jahre 1955 erhielt der Schriftsteller Halldór Laxness den Nobelpreis für Literatur und machte damit die moderne isländische Literatur in der Welt bekannt. 1972 fand in Reykjavík der legendäre Wettkampf um die Schachweltmeisterschaft zwischen Boris Spasski und Bobby Fischer statt, der mit einem deutlichen Sieg des Amerikaners endete.

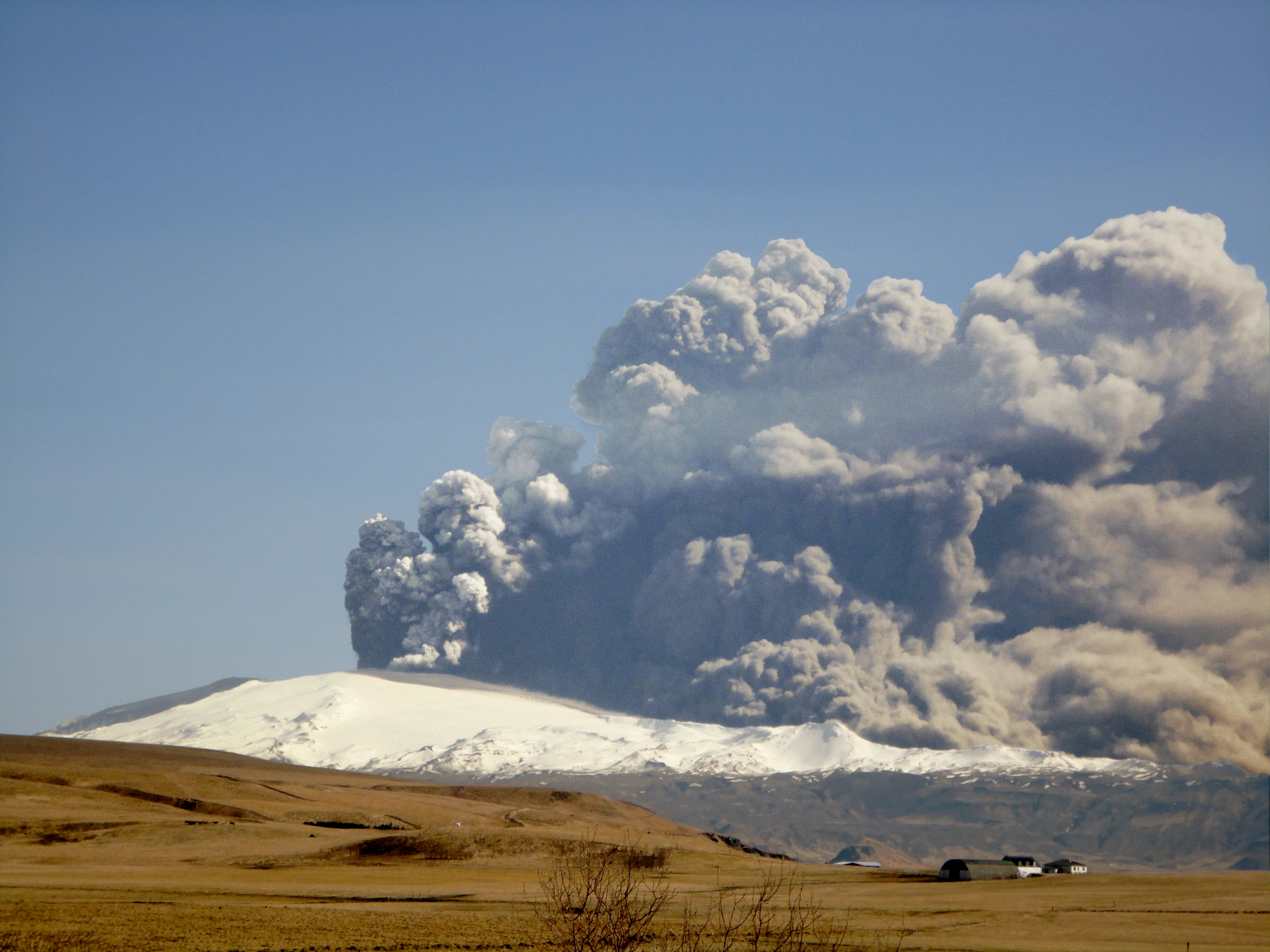
Eyjafjallajökull am 17. April 2010

Einige stärkere Vulkanausbrüche ereigneten sich seit dem Zweiten Weltkrieg: 1963 entstand die zu den Westmännerinseln gehörende Insel Surtsey durch einen unterseeischen Vulkanausbruch. 1973 verheerte der Ausbruch des Eldfell die Insel Heimaey, ebenfalls eine der Westmännerinseln. 1996 fand ein nach einem Ausbruch unter den Grímsvötn im Vatnajökull außergewöhnlich starker Gletscherlauf auf dem Skeiðarásander statt und zerstörte Teile der Ringstraße. Nach dem Ausbruch des Eyjafjallajökull 2010 musste aufgrund der ausgetretenen Vulkanasche der Flugverkehr in weiten Teilen Nord- und Mitteleuropas Mitte April 2010 für mehrere Tage eingestellt werden, was eine bis dahin beispiellose Beeinträchtigung des Luftverkehrs in Europa infolge eines Naturereignisses darstellte.
1977 wurden sechs Angeklagte im Fall Guðmundur und Geirfinnur, der als „spektakulärster Kriminalfall“ Islands gilt, zu hohen Haftstrafen verurteilt. 44 Jahre später wurden die Verurteilten vom Hæstiréttur, dem Obersten Gerichtshof Islands, freigesprochen, da deren Geständnisse unter Druck und mit Foltermethoden zustande gekommen waren. Die Freigesprochenen oder ihre Familienmitglieder erhielten Anfang 2020 Entschädigungen in Höhe von insgesamt 815 Millionen Isländischen Kronen (rund sechs Millionen Euro) aus der Staatskasse.
Das Land hat sich seit dem Zweiten Weltkrieg rasant zu einer modernen Industrienation entwickelt, die vor allem im High-Tech-Bereich einen guten Ruf hat. Die Landflucht hielt allerdings weiter an, so dass inzwischen zwei Drittel aller Isländer in der Hauptstadtregion um Reykjavík leben.